# 日涉园
日涉园位于江苏省泰州市海陵南路436号，建于1574年（明万历二年），太仆寺卿陈应芳的私人住宅园林。日涉园其名源于陶渊明《归去来辞》“园日涉以成趣”。又名乔园，因为此园曾一度被两淮盐运使乔松年占有。
日涉园是苏北地区现存的最早的古典园林，为江苏省文物保护单位，现有面积约1500平方米。山响草堂居中，松吹阁、绠汲堂、因巢亭居高临下，数鱼亭坐落溪首，歇山半亭倚高墙而立。分为前后两园，布局小巧玲珑，回复紧凑，层次分明。于1990年依清代周庠三峰园景图修建，保持了明代建筑的风貌。假山主峰上立着三枝石笋，亦似三柄长剑，直指天空。假山上有一株古柏，是泰州市仅剩的几棵明代古柏之首。
1956年3月7日至3月15日，著名京剧艺术大师梅兰芳返乡寻根问祖，下榻因巢亭。